# Cần Giờ (huyện)
Cần Giờ là một huyện ngoại thành ven biển cũ thuộc Thành phố Hồ Chí Minh, Việt Nam.

## Địa lý

### Vị trí địa lý
Cần Giờ là huyện duy nhất giáp biển ở Thành phố Hồ Chí Minh, nằm ở phía đông nam, cách trung tâm thành phố khoảng 50 km đường bộ. Huyện nằm tách biệt với các địa phương lận cận, có vị trí địa lý:
- Phía đông giáp thành phố Phú Mỹ, tỉnh Bà Rịa – Vũng Tàu
- Phía tây giáp các huyện Cần Giuộc, Cần Đước, tỉnh Long An và huyện Gò Công Đông, tỉnh Tiền Giang
- Phía nam giáp Biển Đông
- Phía bắc giáp huyện Nhà Bè và huyện Nhơn Trạch, tỉnh Đồng Nai.[5][6]

Huyện có diện tích 704,45 km², dân số năm 2019 là 71.526 người, mật độ dân số đạt 102 người/km².
Do bị ngăn cách với các địa phương khác bởi nhiều sông lớn, chưa có cầu bắc qua nên hiện tại đến Cần Giờ đều phải dùng phà, chủ yếu là phà Bình Khánh. Đường bộ quan trọng nhất ở Cần Giờ là đường Rừng Sác chạy từ Tây Bắc tới Đông Nam huyện, mới được nâng cấp xong giữa năm 2011.

### Điều kiện tự nhiên
Huyện Cần Giờ tiếp giáp biển Đông với khoảng 20 km bờ biển. Ở đây có khu rừng ngập mặn Cần Giờ, một khu rừng ngập mặn đan xen với hệ thống sông rạch dày đặc chứa đựng các hệ sinh thái mang tính đa dạng sinh học cao với nhiều loài động thực vật đặc hữu của miền duyên hải Việt Nam. Đất lâm nghiệp là 32.109 hécta (46,45% diện tích toàn huyện), đất sông rạch là 22.850 hécta (32% diện đất toàn huyện). Vùng ngập mặn chiếm tới 56,7% diện tích toàn huyện. Huyện có khoảng 69 cù lao lớn nhỏ.
Trong Chiến tranh Việt Nam, rừng Sác ở Cần Giờ là căn cứ của lực lượng đặc công nước quân Giải phóng.

### Dân cư
Vào năm 2009, huyện có số dân là 68.213 người, gồm các dân tộc Kinh (80%), Khmer và Chăm.

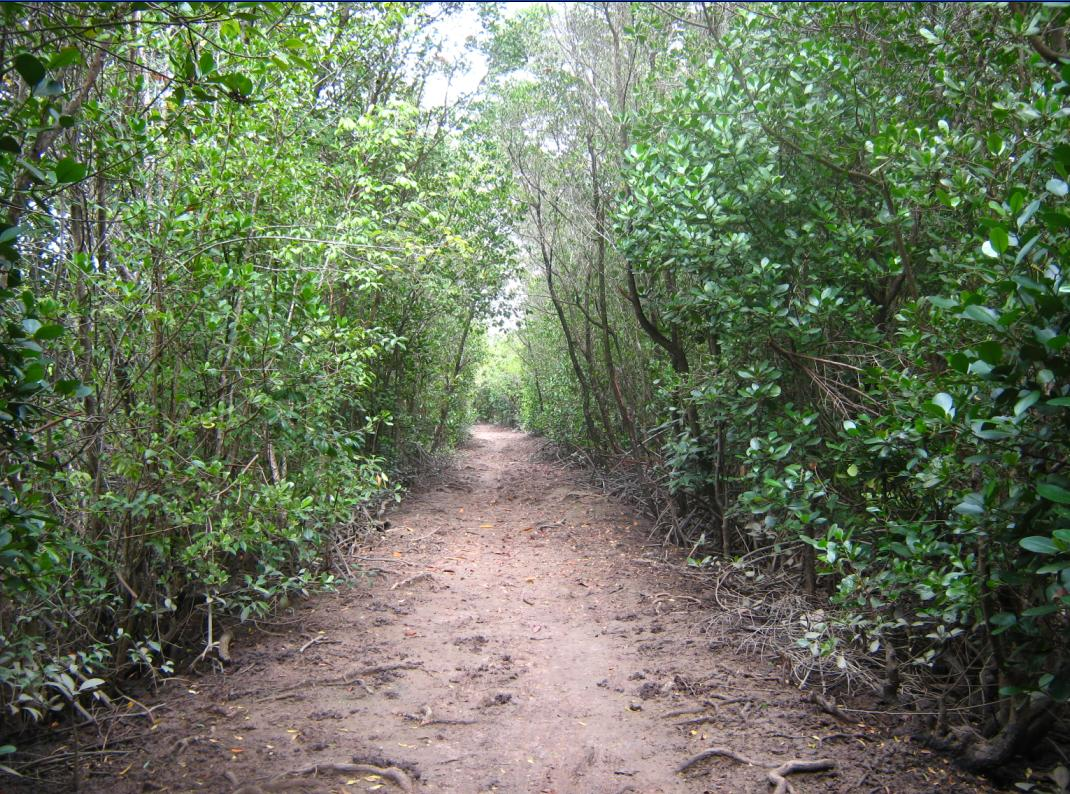
Rừng Cần Giờ

## Lịch sử

### Thời nhà Nguyễn
Năm 1822, đại sứ nước Anh John Crawfurd trên hành trình đi sứ Xiêm và Cochinchina (Việt Nam) đã ghé thăm và neo tàu tại Cần Giờ để đi thuyền nhỏ vào thành Sài Gòn.
Ngày 24 tháng 8, Crawfurd thả neo ở vịnh Dừa của Vũng Tàu. Đến buổi chiều, ông lái thuyền và lên bờ ở Kandyu [Cần Giờ]. Khi đến làng Pungtăo [Lòng Tàu?], ông được quan dân trong làng tiếp đón. Một lần nữa, Crawfurd có ấn tượng rất tốt với người dân [Việt] khi so sánh với người Xiêm. Người Việt ăn mặc tử tế, tuy mặt mày có vẻ bơ phờ và sương sỉa (gầy), nhưng họ rất hoạt bát và văn minh. Crawfurd sau đó được vị trưởng thôn hướng dẫn viết một lá thư, có dịch sang tiếng Pháp, để nhờ quan Cần Giờ trình lên cho ngài Tổng trấn Sài Gòn. Crawfurd neo tàu ở mũi Cần Giờ để chờ tin. Ông thấy thú vị khi sông Cần Giờ có nước trong trẻo mặc dù thượng nguồn có nhiều phù sa, khác với sông Hằng và Mê Nam. Crawfurd được biết dân số Cần Giờ khoảng 2.000 người, là một vùng nghèo nhưng người dân tốt bụng, không làm nhà sàn như người Xiêm. Và ông cũng hiểu lý do vì sao người Việt bị đặt biệt danh là "người Pháp của Ấn Độ": do họ hay khua tay múa chân khi nói chuyện với người nước ngoài. Ông cũng được dẫn đi tham quan các miếu thờ cá Ông, thần bảo hộ của ngư dân Cần Giờ và xung quanh.

### Thời Pháp thuộc

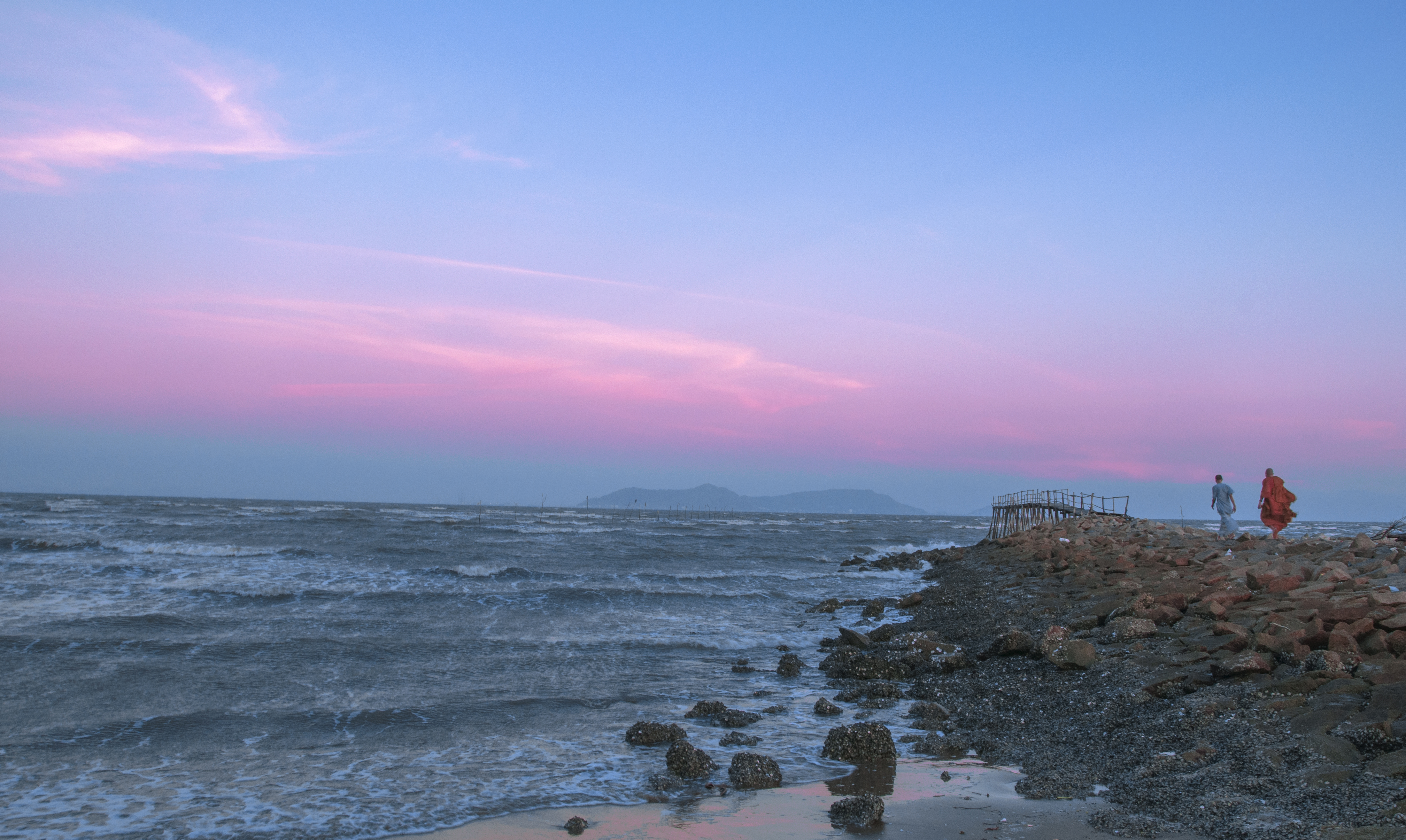
Bãi biển Cần Giờ trong bình minh

Ngày 18 tháng 12 năm 1872, thực dân Pháp thành lập tổng Cần Giờ gồm 05 làng, từ phần đất cắt ra của hai tổng: Bình Trị Trung và Bình Trị Hạ vốn thuộc huyện Bình Dương, phủ Tân Bình, tỉnh Gia Định vào thời nhà Nguyễn độc lập.
Ngày 28 tháng 2 năm 1875, thành lập thêm tổng An Thít do chia tách từ tổng Cần Giờ.
Tỉnh Gia Định từ ngày 1 tháng 1 năm 1911 chia thành 4 quận: Hóc Môn, Thủ Đức, Gò Vấp và Nhà Bè. Quận Nhà Bè có bốn tổng: Bình Trị Hạ, Dương Hòa Hạ, An Thít (còn gọi là An Thịt) và Cần Giờ.
Ngày 3 tháng 5 năm 1947, hai tổng: Cần Giờ và An Thít của quận Nhà Bè tách khỏi tỉnh Gia Định, chuyển sang thuộc tỉnh Vũng Tàu, lập mới quận Cần Giờ thuộc tỉnh Vũng Tàu (đến năm 1952 tỉnh này đổi thành thị xã Vũng Tàu). Quận Cần Giờ gồm 2 tổng: Cần Giờ và An Thít.

### Giai đoạn 1956-1976

#### Việt Nam Cộng hòa
Năm 1956, quận Cần Giờ (gồm hai tổng: Cần Giờ và An Thít) thuộc thị xã Vũng Tàu. Ngày 3 tháng 1 năm 1957, do thị xã này giải thể, quận Cần Giờ bị phân ra: tổng An Thít giải thể, các xã của tổng này nhập vào tổng Dương Hòa Hạ, quận Cần Giuộc, tỉnh Long An; quận còn lại tổng Cần Giờ chuyển sang trực thuộc tỉnh Phước Tuy (tên gọi mới của tỉnh Bà Rịa lúc đó). Quận Cần Giờ gồm 05 xã: Cần Thạnh, Đồng Hòa, Long Thạnh, Thạnh An và Tân Thạnh và 10 ấp. Quận lỵ đặt tại xã Cần Thạnh.
Ngày 30 tháng 8 năm 1957, tái lập tổng An Thít thuộc quận Cần Giuộc, gồm 04 xã: Bình Khánh, An Thới Đông, Lý Nhơn và Tam Thôn Hiệp của tổng Dương Hòa Hạ.
Ngày 29 tháng 1 năm 1959, chính quyền Việt Nam Cộng hòa thành lập mới quận Quảng Xuyên thuộc tỉnh Phước Tuy, trên cơ sở tổng An Thít tách từ quận Cần Giuộc, tỉnh Long An. Quận Quảng Xuyên bao gồm 04 xã: Bình Khánh, An Thới Đông, Tam Thôn Hiệp và Lý Nhơn. Quận lỵ đặt tại xã An Thới Đông.
Ngày 9 tháng 9 năm 1960, hai quận Cần Giờ và Quảng Xuyên của tỉnh Phước Tuy chuyển sang thuộc tỉnh Biên Hoà.
Ngày 17 tháng 11 năm 1965, hai quận Quảng Xuyên và Cần Giờ được cắt từ tỉnh Biên Hoà nhập vào tỉnh Gia Định: 
- Quận Cần Giờ gồm 05 xã: Cần Thạnh, Đồng Hòa, Long Thạnh, Thạnh An và Tân Thạnh;
- Quận Quảng Xuyên gồm 04 xã: An Thới Đông, Bình Khánh, Lý Nhơn và Tam Thôn Hiệp.

Sự phân chia hành chính này của quận Cần Giờ và quận Quảng Xuyên vẫn giữ ổn định cho đến ngày 29 tháng 4 năm 1975.

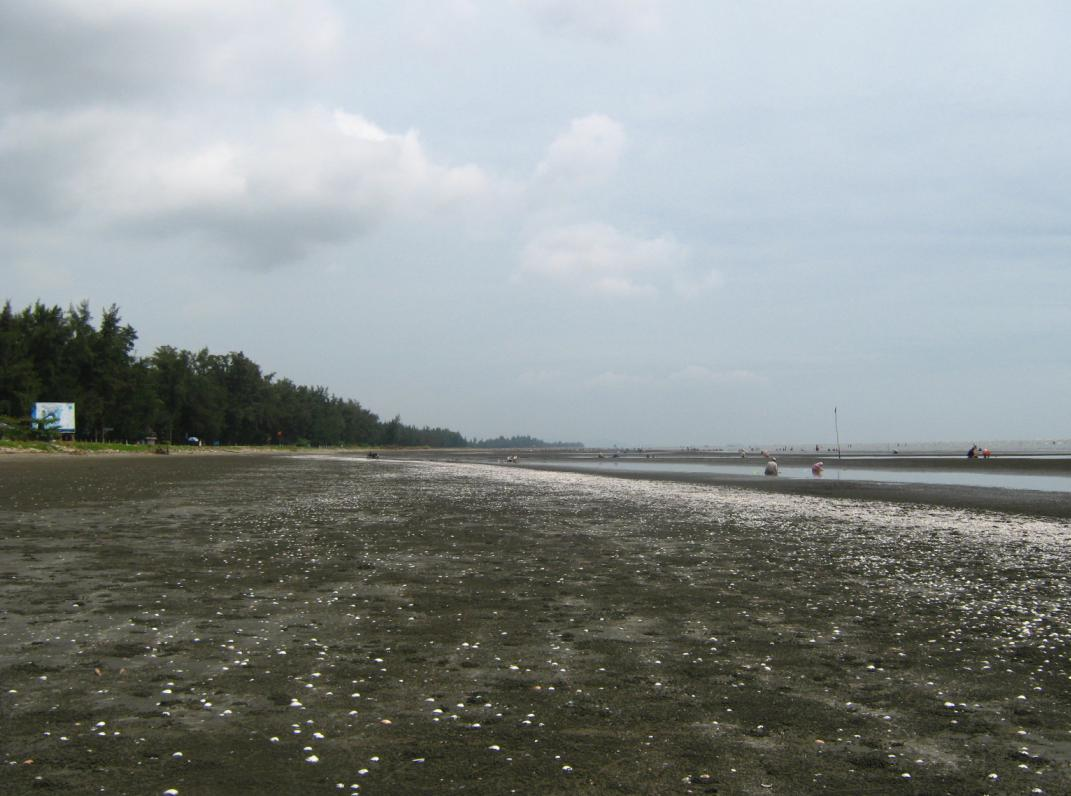
Biển Cần Giờ

#### Chính quyền Cách mạng
Về phía chính quyền Mặt trận Dân tộc Giải phóng miền Nam Việt Nam và sau này là Chính phủ Cách mạng lâm thời Cộng hòa miền Nam Việt Nam cùng với Việt Nam Dân chủ Cộng hòa, huyện Cần Giờ vẫn thuộc tỉnh Gia Định như cũ. Huyện Cần Giờ có địa bàn tương đương với hai quận Cần Giờ và Quảng Xuyên theo phân chia hành chính của chính quyền Việt Nam Cộng hòa gộp lại.
Từ ngày 5 tháng 7 năm 1968, sáp nhập huyện Cần Giờ với hai xã Phú Hữu, Phước Khánh của huyện Nhơn Trạch, tỉnh Biên Hòa và xã Long Sơn thuộc huyện Châu Thành, tỉnh Bà Rịa để lập huyện Duyên Hải trực thuộc tỉnh Biên Hòa.
Sau ngày 30 tháng 4 năm 1975, chính quyền quân quản Cộng hòa miền Nam Việt Nam ban đầu vẫn đặt huyện Duyên Hải thuộc tỉnh Biên Hòa như trước cho đến đầu năm 1976.

### Từ năm 1976 đến nay
Tháng 2 năm 1976, huyện Duyên Hải thuộc tỉnh Đồng Nai (tỉnh mới được thành lập do hợp nhất tỉnh Biên Hòa, tỉnh Bà Rịa và tỉnh Long Khánh trước đó).
Ngày 29 tháng 12 năm 1978, huyện Duyên Hải được sáp nhập vào Thành phố Hồ Chí Minh (căn cứ theo nghị quyết của Quốc hội khóa VI, kỳ họp thứ 4).
Huyện Duyên Hải bao gồm 7 xã: An Thới Đông, Bình Khánh, Cần Thạnh (trung tâm huyện lỵ), Long Hòa, Lý Nhơn, Tam Thôn Hiệp và Thạnh An (trước đây huyện có 9 xã, tuy nhiên trong thời gian thuộc tỉnh Đồng Nai, chính quyền đã sáp nhập ba xã Long Thạnh, Đồng Hòa, Tân Thạnh và một phần xã Cần Thạnh thành xã Long Hòa).
Ngày 18 tháng 12 năm 1991, huyện Duyên Hải đổi lại tên cũ là huyện Cần Giờ theo Quyết định số 405-HĐBT của Hội đồng Bộ trưởng.
Ngày 5 tháng 11 năm 2003, Chính phủ ban hành Nghị định số 130/2003/NĐ-CP. Theo đó, thành lập thị trấn Cần Thạnh (thị trấn huyện lỵ huyện Cần Giờ) trên cơ sở toàn bộ diện tích tự nhiên và dân số của xã Cần Thạnh.
Huyện Cần Giờ có 1 thị trấn và 6 xã như hiện nay.
Ngày 16 tháng 6 năm 2025, Ủy ban Thường vụ Quốc hội ban hành Nghị quyết số 1685/NQ-UBTVQH15 (áp dụng từ ngày 30 tháng 6 năm 2025). Theo đó, giải thể huyện Cần Giờ và sắp xếp lại các xã mới cụ thể như sau:
- Xã Bình Khánh: Gồm các xã Bình Khánh, Tam Thôn Hiệp và một phần của xã An Thới Đông.
- Xã Cần Giờ: Gồm các xã Long Hòa và Thị trấn Cần Thạnh.
- Xã An Thới Đông: Gồm các xã Lý Nhơn và một phần của xã An Thới Đông.
- Xã Thạnh An: Gồm xã đảo Thạnh An.

## Hành chính
Huyện Cần Giờ có 7 đơn vị hành chính cấp xã trực thuộc, gồm thị trấn Cần Thạnh và 6 xã: An Thới Đông, Bình Khánh, Long Hòa, Lý Nhơn, Tam Thôn Hiệp, Thạnh An.
| Thị trấn (1)         |        |
| Cần Thạnh (huyện lỵ) | 24,51  |
| Xã (6)               |        |
| An Thới Đông         | 103,72 |
| Bình Khánh           | 43,45  |

| Tên           | Diện tích (km²) |
| ------------- | --------------- |
| Long Hòa      | 132,58          |
| Lý Nhơn       | 158,15          |
| Tam Thôn Hiệp | 110,38          |
| Thạnh An      | 131,41          |

## Giáo dục

### Các trường THPT
| Tên trường                   | Địa chỉ                                 | Website |
| ---------------------------- | --------------------------------------- | ------- |
| Trường THCS và THPT Thạnh An | Ấp Thạnh Hòa, xã Thạnh An               |         |
| Trường THPT An Nghĩa         | HRQJ+J58 Tam Thôn Hiệp, xã An Thới Đông |         |
| Trường THPT Bình Khánh       | Ấp Bình An, Xã Bình Khánh               |         |
| Trường THPT Cần Thạnh        | 346 Duyên Hải, thị trấn Cần Thạnh       |         |

### Các trường THCS
| Tên trường                | Địa chỉ                                    | Website           |
| ------------------------- | ------------------------------------------ | ----------------- |
| Trường THCS An Thới Đông  | Ấp An Đông, xã An Thới Đông                | [ liên kết hỏng ] |
| Trường THCS Bình Khánh    | Ấp Bình An, xã Bình Khánh                  | [ liên kết hỏng ] |
| Trường THCS Cần Thạnh     | CW5X+478 Lương Văn Nho, thị trấn Cần Thạnh | [ liên kết hỏng ] |
| Trường THCS Doi Lầu       | Ấp Lý Hoà Hiệp - xã Lý Nhơn                | [ liên kết hỏng ] |
| Trường THCS Long Hòa      | 1019 Duyên Hải, xã Long Hòa                | [ liên kết hỏng ] |
| Trường THCS Lý Nhơn       | Ấp Lý Thái Bửu, xã Lý Nhơn                 | [ liên kết hỏng ] |
| Trường THCS Tam Thôn Hiệp | Ấp An Lộc, xã Tam Thôn Hiệp                | [ liên kết hỏng ] |

## Di tích
Huyện Cần Giờ có 8 ngôi chùa; 2 chùa thuộc phái Tịnh Độ Cư sĩ; Chỉ có Chùa Hải Đức (thị trấn Cần Thạnh), Chùa Quang Minh Như Lai (xã Bình Khánh) và Chùa Nhơn Hòa (xã Lý Nhơn) là có tu sĩ trụ trì. Chùa Thạnh Phước (Chùa Cây Me) ở thị trấn Cần Thạnh là chùa cổ hơn cả.

## Giao thông
Có đường cao tốc Bến Lức – Long Thành đi qua. Ngoài ra còn có một số tuyến tỉnh lộ, huyện lộ khác.

### Đường phố
| An Thới Đông Bà Xán Bến Đò Mới Bùi Lâm Duyên Hải Dương Văn Hạnh Đào Cử Đặng Văn Kiều | Giồng Ao Hà Quang Vóc Lâm Viên - Đồng Đình Lê Hùng Yên Lê Thương Lê Trọng Mân Lương Văn Nho | Lý Nhơn Nguyễn Công Bao Nguyễn Phan Vinh Nguyễn Văn Mạnh Phan Đức Phan Trọng Tuệ Quảng Xuyên | Rừng Sác Tam Thôn Hiệp Tắc Xuất Thạnh Thới Trần Quang Đạo Trần Quang Nhơn Trần Quang Quờn |